# CcdB
La protéine CcdB est un poison naturel qui agit sur l'ADN gyrase et dont l'activité est normalement contrée par son antidote CcdA. En clonage, le gène ccdB est utilisé comme marqueur de sélection positive.
Les plasmides sont des molécules d'ADN circulaires présents chez les bactéries. Le système de mort programmée du plasmide F (un plasmide bactérien) code la fabrication de deux protéines : le poison CcdB et son antidote CcdA. Ce système a pour fonction de tuer les cellules qui n'auraient pas hérité d'un plasmide lors de la division d'une bactérie en deux cellules-filles. 
La gyrase est une enzyme vitale indispensable à la lecture et à la duplication de la double hélice d'ADN.
Une mutation de la gyrase (gyrA462) rend les bactéries résistantes à l'action du poison CcdB. Le mutant gyrA462 permet de cultiver un plasmide codant la fabrication de ccdB en l'absence de ccdA. En revanche, ce plasmide porteur du gène ccdB est mortel vis-à-vis d'une bactérie sauvage non mutée.
La selection positive est une technique de clonage très performante, seuls les « bons » clones étant viables. Un plasmide porteur du gène ccdB permet une sélection positive des clones ayant intégré un ADN étranger, ne laissant survivre dans le milieu de culture que les cellules ayant incorporé le nouveau gène. Lors de l'insertion d'un ADN étranger au niveau du gène ccdB, celui-ci est inactivé et le plasmide n'est plus mortel pour la bactérie. En revanche, un plasmide n'ayant pas intégré de nouvel ADN est mortel car son gène ccdB reste intact. 

## Référence
- Bernard P. Positive selection of recombinant DNA by CcdB. Biotechniques. 1996 Aug;21(2):320-3.
- Bernard et al. Positive-selection vectors using the F plasmid ccdB killer gene. Gene. 1994 Oct 11; 148(1):71-4.